# Tremolo (tecnica chitarristica)
Il tremolo è una tecnica chitarristica utilizzata, con differenti modalità, sulla chitarra classica e su quella flamenca. Consente di ottenere un effetto che ricorda l'esecuzione contemporanea di due linee melodiche: un arpeggio e una melodia a note ribattute.

## La tecnica del tremolo nella chitarra classica
Sulla chitarra classica la tecnica viene solitamente eseguita suonando una quartina di note così ripartite: il pollice suona una singola nota (generalmente sulle corde basse) mentre le altre tre note della quartina sono eseguite, nell'ordine, da anulare, medio e indice. Queste dita suonano tutte la stessa corda, che può essere la medesima corda suonata dal pollice o - molto più frequentemente - una corda più acuta.
La diteggiatura viene indicata così:
```
p a m i
```

Talvolta il tremolo viene eseguito su terzine, nel qual caso pollice e anulare suonano contemporaneamente le rispettive note:
```
a m i
p
```

Usi più complessi e avanzati della tecnica possono prevedere il tremolo doppio, in cui le tre dita (anulare, medio, indice) pizzicano ciascuna un bicordo (su due corde adiacenti) anziché una singola nota, mentre il pollice compie lo stesso lavoro del tremolo semplice.

## La tecnica del tremolo nella chitarra flamenca
Nella chitarra flamenca la tecnica del tremolo ha vaghe somiglianze con quella impiegata sulla chitarra classica. Difatti il metro ritmico fondamentale non è la quartina, ma la quintina. Il pollice, che suona sempre una singola nota, la esegue però con tocco appoggiato, mentre le rimanenti quattro note vengono suonate da indice, anulare, medio e ancora indice. Di seguito si riporta la diteggiatura:
```
^
p i a m i
```

L'uso dell'appoggiato, l'inerente irregolarità della figurazione ritmica e l'inevitabile approssimazione che derivano dalla necessità di usare ripetutamente il dito indice, danno al tremolo flamenco il sapore tipico della musica spagnola, ben diverso da quello ricercato sulla chitarra classica.

## Repertorio di brani che fanno uso del tremolo
- Niccolò Paganini, Grande Sonata per chitarra sola con accompagnamento di violino, III tempo IV variazione
- Francisco Tárrega, Recuerdos de la Alhambra
- Francisco Tárrega, Variaciones sobre el Carnaval de Venecia, VIII variazione
- Agustin Barrios Mangoré, Una Limosna por el Amor de Dios (anche nota come La ultima cancion)
- Agustin Barrios Mangoré, Un Sueno en la Floresta
- Giulio Regondi, Reverie - Notturno op. 19
- Manuel Maria Ponce, Sonata III, III tempo
- Manuel Maria Ponce, Preludio n.2 (da '24 Preludi')
- Ricardo Viñas, Fantasia Original
- Eduardo Sainz de la Maza, Campanas del alba
- Fernando Sor, El Colibrì (Arrangiamento di Sophocles Papas dello Studio op.35 n.5, ed. Columbia Music Co, Washington, 1975)
- Marco Zanchin, Nostalgia
- Luigi Mozzani, Feste Lariane, II variazione
- Benvenuto Terzi, Trillo-Tremolo
- Joaquín Rodrigo, Invocaciòn y danza